# Аді Шанкарачар'я

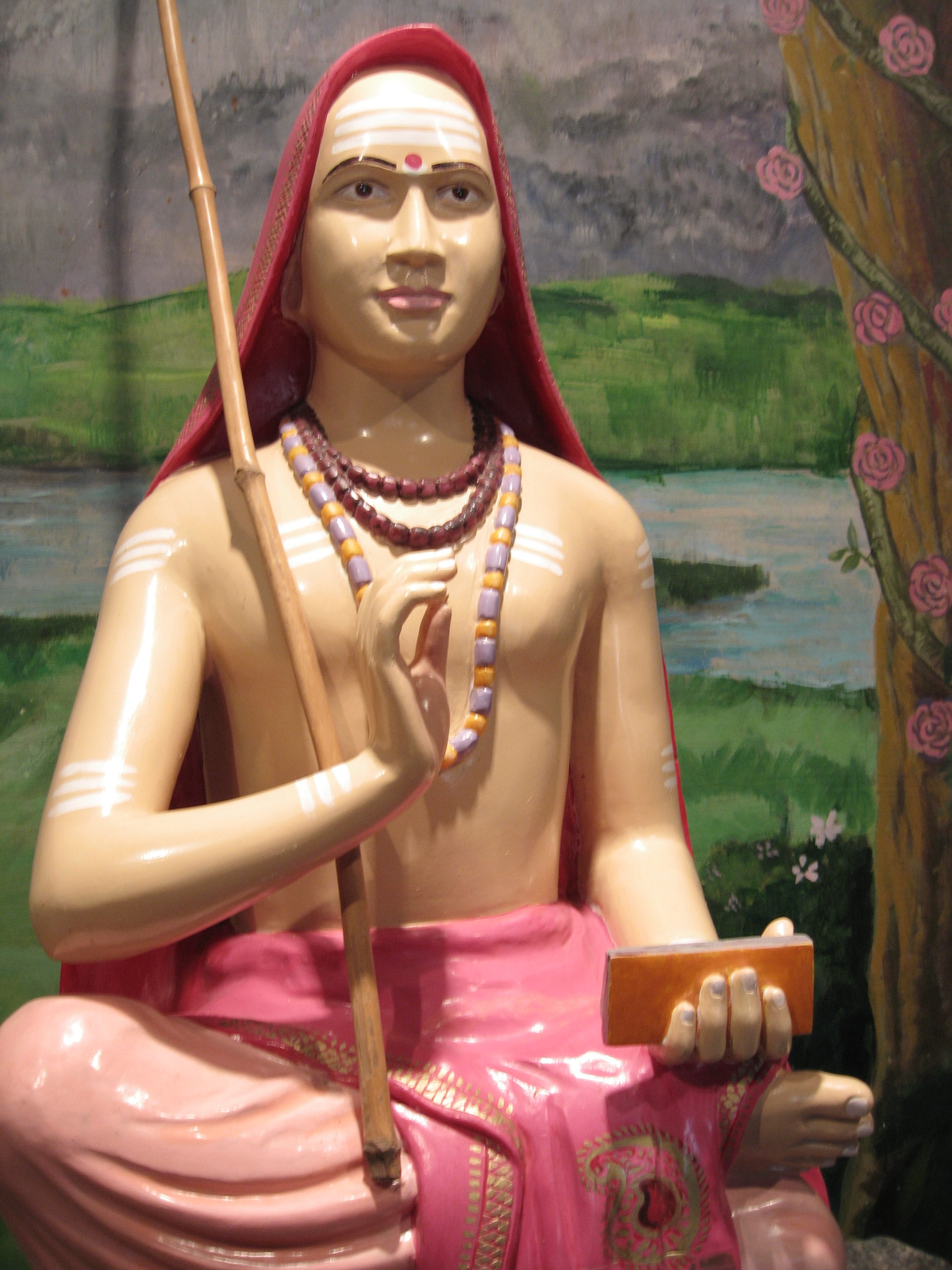
Мурті Аді Шанкара в Майсорі

Шанкара (Аді Шанкара санскр. आदि शंकर, aːd̪i ɕəŋkərə, Шанкарачар'я) (788—820) — також відомий як Шанкара Бхагаватпадачар'я (Śaṅkara Bhagavatpādācārya IAST) і Аді Шанкарачар'я (Ādi Śaṅkarācārya IAST) — індійський філософ, що консолідував доктрину Адвайта-веданта, найвпливовішу школу веданти.

## Діяльність
Його вчення засновувалося на єдності дживи (душі) і Брахми, де Брахма розглядався як Нірґуна Брахма, тобто без атрибутів. Аді Шанкара походить з міста Каладі, сучасний штат Керала.
Шанкара подорожував всією Індією та іншими районами Південної Азії, де поширював свою філософію за допомогою дебатів з місцевими мудрецями. Він ввів до індуїзму ідею монастиря (матха), запозичену з буддизму, та заснував чотири таких монастирі, що стали центрами паломництва й допомагали підтримці і поширенню ідей адвайта-веданти. Він широко пропагандував монастирське життя, посилаючись на Упанішади і Брахма-сутру, але сперечаючись з традицією Міманса, що пропагандувала дуже чіткі ритуали та монастирські правила. Шанкара повністю посилався на Упанішади, особливо стосовно Брахми. Його твори санскритом, всі з яких збереглися до наших днів, описують ідею адвайти (неподвійності). Також він написав коментарі щодо ведичного канону (Брахма-сутра), основних Упанішад і Бхаґавад-Ґіти. Також Аді Шанкара вважається засновником ордена Дашанамі Сампрадая та традиції поклоніння Шанмата.
Філософія Шанкари остаточно витіснила буддизм з Індії. Наприкінці життя він відвідав Непал, де і помер у віці 32 років.

## Твори і переклади
Коментарі:
- «Брахмасутра-бхаш'я» — коментар до «Брахма-сутри» («Веданта-сутри») Бадараяни.

* Шанкара. Вибрані коментарі на Брахма-Сутри Бадараяни. Пер. з санскр., вступлю. і коммент. Н. В. Ісаєвої. М., 1993.
* Шанкара. «Брахма-сутри». Коментар Шанкар. Глава II, розділ III / Пер. Н. В. Ісаєвої // Степанянц М. Т. Східна філософія. Вступний курс. Вибр. тексти. М., 1997.
* Коментар Шанкар до Брахмасутрам (публікація 1 сутри) // Народи Азії та Африки. 1983. № 4.
- Коментарі до Бріхадараньяка-, Чхандог'я-, Айтарея-, Тайттірія-, Кена-, Іша-, Катха-, Мундака-, Шветашватара-і Прашна- Упанішадах.
- Коментар до «Бхагавад-гіти».
- Коментар до «Мандука-Карика» Гаудапада.

Трактати:
- «Упадешасахасрі» («Тисяча настанов»)
- Шанкара. Незаочное осягнення [Архівовано 26 грудня 2008 у Wayback Machine.] ["Апарокша анубхуті"] / Набере. стаття і пер. з санскриту Д. Б. Зільбермана // Питання філософії. 1972. № 5. С. 109—116.
- Шанкара. Атма-бодхі; Вівека-чудамані; Таттва-бодхі. М.: Майя, 1992. - (Відтворення трьох брошур, виданих у 1912 році.)

* Шанкара. Атмабодха / Пер. А. Я. Сиркина // Антологія світової філософії. Т. 1, ч. 1. М., 1969.
- Шанкарачар'я, Шрі Ланки. П'ятиричної; Шлях до скоєного самопізнання; Роз'яснення вислови / Пер. з санскриту. СПб.: Т-во Рамакрішни, 1994. 143 с.
- Шанкарачар'я. Сім трактатів / Пер. з санскриту А. Адамковой. СПб.: Т-во «Адіті»; Т-во Рамакрішни, 1999. 213 с.